# Longèves, Vendée

Longèves este o comună în departamentul Vendée, Franța. În 2009 avea o populație de 1,188 de locuitori.